# Roland Wohlfarth
Roland Wohlfarth (Bocholt, 1963. január 11. –) nyugatnémet válogatott  labdarúgó, csatár.

## Pályafutása
Aktív játékosként a német Bundesligában 1981 és 1998 között 287 mérkőzésen 120 gólt lőtt. Nevelőegyüttese a BV Borussia Bocholt, pályafutása során megfordult többek között a Bayern München, a Duisburg, Bochum és a Saint-Étienne csapatánál is. Karrierjét 2000-ben fejezte be a Wuppertalernél. A Bayern Münchennel ötszörös német bajnok és egyszeres kupagyőztes.
A DFB-Pokal 1986-os döntőjében mesterhármast szerzett a VfB Stuttgart ellen, csapata 5–2-es győzelmet aratott.
A nyugatnémet válogatottban kétszer lépett pályára 1986 és 1989 között.
A Bundesligában kétszer lett gólkirály, 1989-ben 17 góllal, két év múlva pedig 21 góllal volt a bajnokság mesterlövésze. 1995. február 16-án pozitív doppingtesztet produkált, aminek következtében három hónapos eltiltást kapott.

## Sikerei, díjai
- Junior-világbajnok (1): 1981
- Ifjúsági Európa-bajnok (1): 1981
- Bundesliga bajnok (5): 1985, 1986, 1987, 1989, 1990
- DFB-Pokal-győztes (1): 1986
- DFL-szuperkupa győztes (2): 1987, 1990
- Bundeslia gólkirály (2): 1989, 1991
- Bundeslia 2 gólkirály (1): 1984

## Magánélete
Nős, egy lánya és fia van, akikkel Bocholtban él. A családi építőipari cégben építési vezetőként dolgozik.